# Heterusia ochrozona
Heterusia ochrozona är en fjärilsart som beskrevs av Felder 1875. Heterusia ochrozona ingår i släktet Heterusia och familjen mätare. Inga underarter finns listade i Catalogue of Life.